# Società Sportiva Chieti 1978-1979
Questa voce raccoglie le informazioni riguardanti la Società Sportiva Chieti nelle competizioni ufficiali della stagione 1978-1979.

## Rosa
| N. |                   | Ruolo | Calciatore         |
| -- | ----------------- | ----- | ------------------ |
|    | Italia (bandiera) | A     | Antonio Antignani  |
|    | Italia (bandiera) | A     | Mario Beccaria     |
|    | Italia (bandiera) | D     | Claudio Berlanda   |
|    | Italia (bandiera) | C     | Ivan Bertuolo      |
|    | Italia (bandiera) | A     | Fernando Brandi    |
|    | Italia (bandiera) | C     | Giuseppe Brunetti  |
|    | Italia (bandiera) | D     | Marcello De Iulis  |
|    | Italia (bandiera) | D     | Marcello Di Brino  |
|    | Italia (bandiera) | P     | Dino Di Carlo      |
|    | Italia (bandiera) | C     | Salvatore Iannello |

| N. |                   | Ruolo | Calciatore        |
| -- | ----------------- | ----- | ----------------- |
|    | Italia (bandiera) | C     | Biagio Lombardi   |
|    | Italia (bandiera) | A     | Remo Luzi         |
|    | Italia (bandiera) | D     | Mauro Nuti        |
|    | Italia (bandiera) | C     | Fausto Oliva      |
|    | Italia (bandiera) | D     | Sergio Riccardino |
|    | Italia (bandiera) | A     | Gabriele Ricci    |
|    | Italia (bandiera) | C     | Giampaolo Rossi   |
|    | Italia (bandiera) | C     | Elvio Salvori     |
|    | Italia (bandiera) | C     | Mirko Tinucci     |
|    | Italia (bandiera) | P     | Giacomo Violini   |

## Risultati

### Campionato

#### Girone di andata
| 1º ottobre 1978 1ª giornata | Chieti | 1 – 0 | Turris |  |

| 8 ottobre 1978 2ª giornata | Reggina | 1 – 1 | Chieti |  |

| 15 ottobre 1978 3ª giornata | Chieti | 1 – 0 | Arezzo |  |

| 22 ottobre 1978 4ª giornata | Chieti | 2 – 1 | Paganese |  |

| 29 ottobre 1978 5ª giornata | Benevento | 1 – 0 | Chieti |  |

| 5 novembre 1978 6ª giornata | Chieti | 1 – 1 | Campobasso |  |

| 12 novembre 1978 7ª giornata | Salernitana | 0 – 1 | Chieti |  |

| 19 novembre 1978 8ª giornata | Chieti | 0 – 0 | Teramo |  |

| 26 novembre 1978 9ª giornata | Barletta | 0 – 1 | Chieti |  |

| 3 dicembre 1978 10ª giornata | Chieti | 0 – 0 | Matera |  |

| 10 dicembre 1978 11ª giornata | Empoli | 0 – 0 | Chieti |  |

| 17 dicembre 1978 12ª giornata | Lucchese | 0 – 1 | Chieti |  |

| 30 dicembre 1978 13ª giornata | Chieti | 1 – 1 | Latina |  |

| 7 gennaio 1979 14ª giornata | Pisa | 2 – 1 | Chieti |  |

| 14 gennaio 1979 15ª giornata | Chieti | 1 – 0 | Livorno |  |

| 21 gennaio 1979 16ª giornata | Pro Cavese | 1 – 0 | Chieti |  |

| 28 gennaio 1979 17ª giornata | Chieti | 0 – 0 | Catania |  |

#### Girone di ritorno
| 4 febbraio 1979 18ª giornata | Turris | 2 – 1 | Chieti |  |

| 11 febbraio 1979 19ª giornata | Chieti | 0 – 0 | Reggina |  |

| 18 febbraio 1979 20ª giornata | Arezzo | 2 – 0 | Chieti |  |

| 25 febbraio 1979 21ª giornata | Paganese | 2 – 0 | Chieti |  |

| 4 marzo 1979 22ª giornata | Chieti | 1 – 2 | Benevento |  |

| 11 marzo 1979 23ª giornata | Campobasso | 1 – 0 | Chieti |  |

| 25 marzo 1979 24ª giornata | Chieti | 1 – 2 | Salernitana |  |

| 1º aprile 1979 25ª giornata | Teramo | 1 – 1 | Chieti |  |

| 8 aprile 1979 26ª giornata | Chieti | 2 – 0 | Barletta |  |

| 22 aprile 1979 27ª giornata | Matera | 4 – 0 | Chieti |  |

| 29 aprile 1979 28ª giornata | Chieti | 1 – 0 | Empoli |  |

| 6 maggio 1979 29ª giornata | Chieti | 1 – 1 | Lucchese |  |

| 13 maggio 1979 30ª giornata | Latina | 2 – 1 | Chieti |  |

| 20 maggio 1979 31ª giornata | Chieti | 0 – 0 | Pisa |  |

| 27 maggio 1979 32ª giornata | Livorno | 1 – 1 | Chieti |  |

| 3 giugno 1979 33ª giornata | Chieti | 1 – 1 | Pro Cavese |  |

| 9 giugno 1979 34ª giornata | Catania | 1 – 1 | Chieti |  |